# Djozdjan
Djozdjan ou Djôzdjân, Jûzjân, Jawzjân (persan :  جوزجان ),  est une province du nord de l'Afghanistan. Sa capitale est Chéberghân.

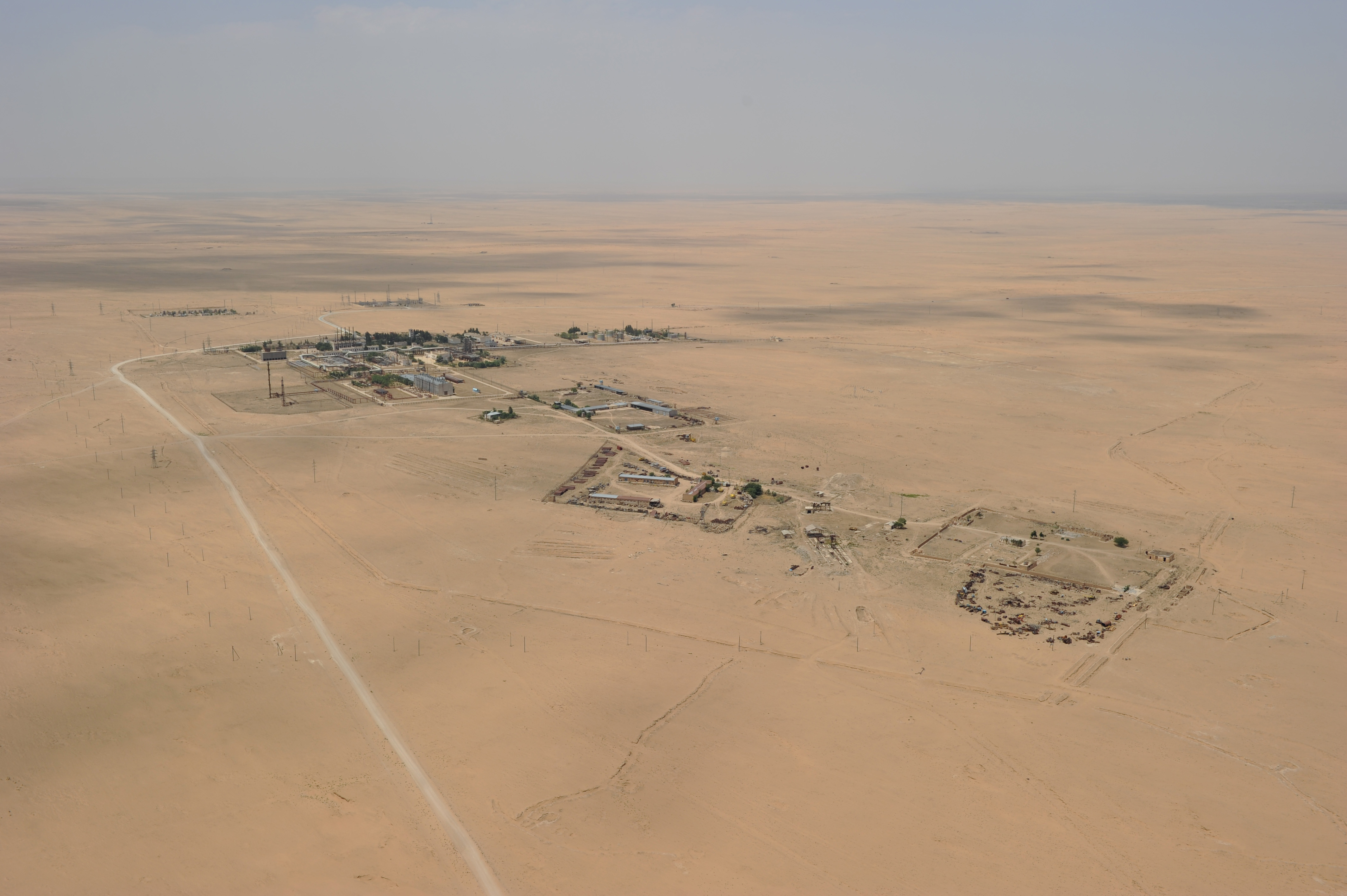
Paysage de Jowzjan

## Géographie
La province est à la frontière du Turkménistan au Nord et du Tadjikistan au Nord-Est, et bordé par la province de Balkh à l'Est, province de Sar-é Pol au Sud, et province de Faryab à l'Ouest.

### Subdivisions administratives

subdivisions de la province